# 塞缪尔·韦斯
塞缪尔·韦斯（英語：Samuel Weiss，1955年—），加拿大生物化学家、神经生理学家。

## 生平
本科就读于加拿大麦吉尔大学，并获得生物化学理学士学位。随后在卡尔加里大学就读博士，研究神经生物学。现任加拿大卡尔加里大学的教授。韦斯在1985年与人发现代谢型谷氨酸受体，是用于治疗各种神经疾病的药理研究的重要目标。1992年在成年哺乳动物的大脑中发现干细胞（神经干细胞）。最近的工作是关于神经祖细胞的细胞和分子生物学。他利用动物模型研究脑和脊髓损伤、神经干细胞的调控、其功能恢复的作用。2008年获盖尔德纳国际奖。